# Akční malba
Akční malba (anglicky action painting, gestural abstraction) vznikla v druhé polovině čtyřicátých let (ačkoliv je často uváděno až v druhé polovině šedesátých let) na území USA. První užití pojmu action painting je přisuzováno americkému uměleckému kritikovi, Haroldu Rosenbergovi. Rosenberg popisoval nový trend umělců v New Yorku ve článku uveřejněném v časopise ARTnews roku 1952.
Právě akční malbou se americké umění zcela vymanilo z vazeb evropské tvorby a vytvořilo jedinečný styl založený na uvolnění. Malba se stala volným polem pro vyjádření gest a pohybů ruky, důležitá byla především fyzická činnost umělce. Hlavní roli v tomto umění hraje samotný akt tvorby, malování. Typickým znázorněním akční malbu v její době jsou fotografie, na nichž je vidět jeden z hlavních představitelů akční malby, Jackson Pollock: s rozběhem, s cigaretou v ústech a barvou v ruce se vrhá na plátno. Živá „show“, která se pojila s jeho tvorbou, je některými uměleckými kritiky řazena částečně pod happening. Dalším rozměrem akční malby bylo její spojení s dalšími směry v 60. letech, kdy došlo i k částečnému oživení: happening (hnutí Fluxus) a vídeňský akcionismus (Otto Mühl, Hermann Nitsch).
Uměním, které vznikalo akční malbou, byla velmi rozměrná plátna s jakousi abstraktní tematikou, vznikající díky umělcově jedinečnosti a vnitřnímu impulzu. Malování jako činnost – akt získalo taktéž nových rozměrů, neboť se na něj začalo nahlížet jako na rovnoprávnou součást uměleckého díla. Umělecká činnost, která vedla k vytvoření díla akční malby za pomoci gestického automatismu, se stala až kultickou, rituální či transcendentní. Samotná plátna se vyznačují především skvrnami s nejasnými a neohraničenými konturami, často rozteklou barvou, více vrstvami, stékajícími proudy barev. Jedná se o silně expresivní a dynamická umělecká díla.

## Technika
Prázdné plátno obvykle leželo na zemi a z výšky na něj byly aplikovány barvy. Ty byly vymačkávány přímo z tub, případně lity z plechovek nebo aplikovány jakýmkoliv podobně neobvyklým způsobem. Výsledné dílo se dotvářelo ručně za pomocí špachtlí a jiných pomůcek. Pro obrazy se často využívaly další materiály jako kupříkladu drcené sklo či písek. Výrazovým prostředkem akční malby je skvrna, volně tažená linka nebo barevný cákanec. Výsledný dojem impulzivního a ničím nepřerušovaného nanášení barvy na plátno je neohraničená struktura. Velmi populární byly techniky dripping (rozstřikování barev z plechovek) a slash painting/washing (cákání štětcem, nožem či špachtlí).

## Nejvýznamnější představitelé

### Jackson Pollock
Jackson Pollock využil veškeré možnosti akční malby (gestická malba) a je také považován za samotného zakladatele akční malby (věnoval se jí od roku 1947). Proces malování považoval za absolutní prožitek a prostředek k uvolnění, svobodě, náhodě, spontánnosti. Mezi jeho nejznámější díla se řadí Kompozice č.13 a Malba vlnité dráhy.

### George Matieu
George Matieu umisťoval plátno do svislé polohy a následně se na něj často s rozběhem vrhal, velkými gesty cákal barvu na plátno; tvořil i v divadle před obecenstvem

### Mark Tobey
Na rozdíl od výše zmíněných umělců se Mark Tobey zajímá mimo vytváření díla také o výsledný umělecký produkt; malba je pro něj prostředkem pro komunikaci. Jeho tvorba je spojována s meditací.

## Soudobé umění
- abstraktní expresionismus

## Hierarchie
- abstraktní umění – akční umění – akční malba

## Příbuzné směry
francouzský tašismus (la tache = skvrna) – jedná se o evropskou podobu americké akční malby, opět je zdůrazněna dynamika a bezprostřednost malířské akce, tašismus se ovšem prolíná též se surrealistickým automatismem, lyrickou abstrakcí a informelem; hlavním představitelem je Antonio Saura a Georges Mathieu.

## České prostředí
V českém prostředí není akční malba zcela definována, neboť veškeré proudy a umělecké činnosti, které svým způsobem zahrnují akci (happening, event, performance), byly řazeny pod akční umění. Nejvýraznější osobnosti Česka jsou Milan Knížák, Jiří Kovanda, Jan Mlčoch, a Evžen Šimera. Dnes na tyto tendence navazují především umělecké skupiny (Rafani, Ztohoven, Pode Bal).

## Akční malba ve filmu
Roku 2000 vznikl velmi dobře hodnocený film Pollock, režírovaný Ed Harrisem, který zpracovává nejen života Jacksona Pollocka, ale ukazuje také počátek akční malby.